# Hermsdorf, Oberspreewald-Lausitz
Hermsdorf là một đô thị thuộc huyện Oberspreewald-Lausitz, bang Brandenburg, Đức.